# Monohelea knighti
Monohelea knighti är en tvåvingeart som beskrevs av Wirth och Williams 1964. Monohelea knighti ingår i släktet Monohelea och familjen svidknott.
Artens utbredningsområde är Florida. Inga underarter finns listade i Catalogue of Life.